# Operazione Pike
Operazione Pike fu il nome in codice per un ipotetico piano di bombardamento strategico da parte della Francia e del Regno Unito, supervisionato dal maresciallo dell'aria John Slessor, contro l'Unione Sovietica. La pianificazione militare britannica contro l'Unione Sovietica avvenne durante i primi due anni della seconda guerra mondiale, quando, nonostante la neutralità sovietica, gli inglesi e i francesi conclusero che il patto Molotov-Ribbentrop rendeva Stalin un complice di Hitler. Il piano era progettato per distruggere l'industria petrolifera sovietica per causare il collasso dell'economia sovietica e privare la Germania delle risorse sovietiche. 

## Storia
Dopo la conclusione del Patto Molotov-Ribbentrop, Gran Bretagna e Francia si preoccuparono che i sovietici fornissero petrolio ai tedeschi. La pianificazione iniziò subito dopo l'invasione sovietica della Polonia nel settembre 1939 e aumentò dopo che Stalin iniziò la guerra d'inverno contro la Finlandia nel novembre 1939. Il piano includeva la conquista della Norvegia settentrionale e della Svezia e un'avanzata in Finlandia per affrontare le truppe sovietiche e le forze navali nel Mar Baltico. Il piano era considerato costoso e inefficace nell'affrontare la minaccia tedesca e quindi si ridusse alla conquista della Norvegia e delle miniere di ferro svedesi, il piano R 4. I politici britannici e francesi erano favorevoli alla continuazione del conflitto tra Finlandia e URSS per legittimare il loro attacco ai sovietici.
I pianificatori identificarono la dipendenza della Germania dalle importazioni di petrolio dai sovietici come una vulnerabilità che avrebbe potuto essere sfruttata. Nonostante l'opposizione iniziale di alcuni politici, il governo francese ordinò al generale Maurice Gamelin di avviare un "piano di possibile intervento con l'obiettivo di distruggere lo sfruttamento petrolifero russo", e l'ambasciatore statunitense Bullit informò il presidente statunitense Franklin Roosevelt che i francesi consideravano che gli attacchi aerei delle forze aeree francesi in Siria contro Baku fossero "il modo più efficiente per indebolire l'Unione Sovietica". Secondo il rapporto del generale Gamelin presentato al primo ministro francese il 22 febbraio 1940, una carenza di petrolio avrebbe paralizzato l'Armata Rossa, l'Aeronautica militare sovietica e la fattoria collettiva sovietica, rendendo possibile una carestia diffusa e persino il crollo del governo sovietico:
(Gamelin)
Un'importante fonte di materie prime sarebbe stata negata alla Germania anche dalla distruzione dei giacimenti petroliferi. Una seria preparazione da parte degli inglesi iniziò dopo la fine della guerra d'inverno nel marzo 1940. Ad aprile, i piani per attaccare gli impianti di produzione di petrolio nelle città caucasiche di Baku, Batum e Grozny erano completati. I bombardieri dovevano essere lanciati dalle basi in Iran, Turchia e Siria nel "Piano aereo occidentale 106", nome in codice "Operazione Pike". I francesi proposero di accelerare la pianificazione, ma gli inglesi furono più cauti, per paura di una possibile alleanza tedesco-sovietica se gli Alleati avessero attaccato i sovietici.
Il governo sovietico anticipò gli attacchi Alleati e dal 25 al 29 marzo il comando del Distretto militare transcaucasico eseguì la seguente esercitazione cartografica. Secondo lo scenario, le forze "nere", continuando le loro azioni contro le forze "marroni" sul fronte occidentale, attaccarono in cooperazione con le forze "blu" e "verdi"; vennero respinte dai "rossi" nel Caucaso, che poi iniziarono una controffensiva contro Erzurum e Tabriz. Alcuni studiosi non prendono sul serio i piani di attacco britannici e li considerano semplici piani di emergenza. Tuttavia, lo storico sovietico Vilnis Sīpols notò che il personale militare britannico e francese aveva sviluppato piani strategici per attaccare l'URSS da sud ma che nessuno dei due governi aveva una decisione politica di invadere.

## Missioni di ricognizione
Durante il marzo 1940, dopo la fine della guerra d'inverno, gli inglesi effettuarono voli di ricognizione segreti per fotografare le aree all'interno dell'URSS utilizzando la fotografia stereoscopica ad alta quota e ad alta velocità sperimentata da Sidney Cotton. Utilizzando velivoli Lockheed Model 12 Electra Junior appositamente modificati e non contrassegnati, venne dipinto uno speciale schema mimetico blu sviluppato da Cotton, che comandava la Photographic Development Unit (PDU) della RAF, il Secret Intelligence Service lanciò voli di ricognizione ad alta quota dalla RAF Habbaniyya, una stazione della Royal Air Force in Iraq. Una di queste missioni venne effettuata il 30 marzo 1940. Sorvolando la regione montuosa del sud-est del Kurdistan, nello spazio aereo iraniano, attraverso la costa del Mar Caspio e poi a nord verso Baku, l'aereo entrò nello spazio aereo sovietico alle 11:45 dopo un volo di quattro ore. Indugiando per un'ora e facendo sei corse fotografiche con la sua telecamera aerea da 14 in (36 cm), l'aereo lasciò Baku alle 12:45 e tornò a RAF Habbaniyya.
Un'altra sortita di ricognizione venne effettuata il 5 aprile da RAF Habbaniyya, questa volta attraversando lo spazio aereo turco per raggiungere Batumi. L'aereo affrontò il fuoco antiaereo sovietico e un caccia sovietico tentò un'intercettazione. Gli inglesi avevano ottenuto tutto ciò di cui avevano bisogno per interpretare le fotografie e mappare gli impianti petroliferi sovietici.

## Preparativi per una campagna aerea
L'analisi della fotografia da parte della PDU rivelò che le infrastrutture petrolifere a Baku e Batumi erano particolarmente vulnerabili agli attacchi aerei, poiché entrambe potevano essere avvicinate dal mare e quindi l'obiettivo più difficile di Grozny sarebbe stato bombardato prima di sfruttare l'elemento sorpresa. I giacimenti petroliferi dovevano essere attaccati con bombe incendiarie e i test condotti presso il Royal Arsenal a Woolwich rivelarono che i serbatoi di stoccaggio di petrolio leggero negli impianti di lavorazione del petrolio potevano essere fatti esplodere con esplosivi ad alto potenziale.
A partire dal 1º aprile, quattro squadroni comprendenti 48 bombardieri Bristol Blenheim Mk IV vennero trasferiti al Middle East Command e vennero integrati con un numero di bombardieri monomotore per missioni notturne Wellesley. Una forza francese di 65 bombardieri Martin Maryland e una forza supplementare di 24 bombardieri pesanti Farman F.222 vennero assegnate per le operazioni notturne durante la campagna. I francesi stavano preparando nuovi campi aerei in Siria che avrebbero dovuto essere pronti entro il 15 maggio. La campagna doveva durare tre mesi e più di 1 000 short ton (910 t) di bombe vennero assegnate all'operazione: 404 bombe semiperforanti da 500 lb (230 kg), 554 da 500 lb (230 kg), 5 188 bombe a frammentazione da 250 lb (110 kg) e 69 192 bombe incendiarie da 4 lb (1,8 kg).

## La cattura tedesca dei piani Alleati
La blitzkrieg tedesca nell'Europa occidentale dal 10 maggio 1940 e la rapida successiva caduta della Francia fecero deragliare i piani. I tedeschi catturarono un treno fermo nel villaggio di La Charité-sur-Loire che conteneva casse di documenti segreti evacuati da Parigi. Tra questi c'erano documenti relativi all'operazione Pike. Il 4 luglio, il Deutsches Nachrichtenbüro (ufficio stampa tedesco) rilasciò estratti dei documenti catturati relativi all'operazione Pike ed affermò:
(DNB)
La campagna di bombardamenti strategici contro obiettivi sovietici venne rinviata e alla fine abbandonata.

### Ripristino contro la Germania
Dopo l'attacco all'URSS da parte della Germania con la sua operazione Barbarossa nel giugno 1941, l'operazione Pike venne ripresa come piano di emergenza da invocare se le forze tedesche avessero occupato i giacimenti petroliferi del Caucaso.

## Problemi
Sebbene inglesi e francesi avrebbero proseguito l'operazione per indebolire tedeschi e sovietici, il risultato effettivo sarebbe stato probabilmente più dannoso per gli Alleati. Se l'attacco fosse avvenuto prima dell'invasione della Francia, la Gran Bretagna avrebbe potuto avere la prospettiva di combattere da sola un'alleanza tedesco-sovietica se la Francia fosse stata sconfitta, il che avrebbe anche ritardato il quasi inevitabile conflitto tedesco-sovietico. Se fosse stato ripreso nel 1942 per negare i giacimenti petroliferi nel Caucaso ai tedeschi in avanzata se i sovietici non fossero riusciti a sabotarli, il successo nella loro distruzione avrebbe danneggiato maggiormente i sovietici. L'operazione Pike venne motivata in gran parte dal desiderio di azione e dall'evitare uno scontro massiccio e diretto durante la strana guerra, l'eccessiva fiducia degli entusiasti dei bombardamenti strategici e l'idea di danneggiare contemporaneamente sia la Germania che l'URSS.